# Epania mira
Epania mira là một loài bọ cánh cứng trong họ Cerambycidae.